# Balut

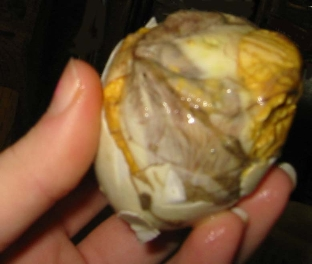
Ou balut parţial decojit, gata de mâncare.

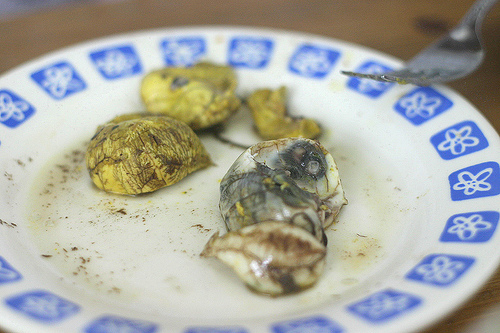
Balut disecat, arătând capul fetusului de gâscă.

Un balut este un ou fertilizat, de gâscă sau găină, cu un embrion aproape dezvoltat în interior, fiert și consumat în coajă. Sunt considerate delicatese în Asia, în special în Filipine, China, Cambogia și Vietnam. Se crede că este un afrodiziac și este o mâncare cu conținut ridicat de proteine, fiind vândută la colț de stradă noaptea, în regiunile unde este consumat. Deseori se servește împreună cu bere. Cuvântul balut (balot) din filipino și malaeză se poate traduce ca „învelit”. În limba laoțiană, se numește „ໄຂ່ລູກ” (khai look), în khmeră se numește „ពងទាកូន” (pong tia koon), iar în vietnameză se numește „trứng vịt lộn” sau „hột vịt lộn”.
Balut este de obicei consumat cu puțină sare, dar unii îl preferă asezonat cu chili sau oțet. Ouăle sunt apreciate pentru gustul și textura lor; lichidul care înconjoară embrionul este sorbit din ou înainte ca coaja să fie înlăturată, iar gălbenușul și puiul sunt consumate. Tot conținutul oului este consumat. În Filipine, balut a intrat recent în rândul mâncărurilor alese, fiind servit în restaurante: gătit în stil adobo, prăjit în omlete sau chiar ca umplutură în plăcinte.
Balutul nu este originar din Filipine. O mâncare asemănătoare este cunoscută în China ca maodan (Chineză: 毛蛋; pinyin: máo dàn; literal: „ou împănat”), modan (Chineză: 末蛋; pinyin: mò dàn; literal: „ou în stadiu final”) sau huozhuzhi (Chineză: 活珠子; pinyin: huózhūzi; literal: „mărgea vie”), și se spune că ideea consumului de ouă fertilizate a fost adus de comercianții chinezi în Filipine. Însă secretul pregătirii balutului a fost localizat de mangbabalut, comercianții de balut. Azi, producția de balut nu a fost mecanizată, în favoarea producției tradiționale. Cu toate că balutul este produs peste tot în Filipine, producătorii din Pateros sunt renumiți pentru selecția și incubația ouălor.
Ouăle fertilizate sunt ținute la cald în soare și depozitate în coșuri pentru a reține căldura. După nouă zile, ouăle sunt ținute la lumină pentru a vedea zigotul din interior. După încă aproximativ opt zile, balutul este gata de preparare, vânzare și consum. Vânzătorii vând balut din găleți cu nisip, folosite pentru a reține căldura. Balutul negătit este rareori vândut în Asia de sud-est. În Statele Unite, multe piețe asiatice uneori vând balut negătit, însă cererea în America de Nord nu este mare. Procesul de gătire este identic cu cel al ouălor fierte, iar balutul este consumat cald.
Ouăle de gâscă care nu sunt încă dezvoltate după nouă până la douăsprezece zile sunt vândute ca penoy, care arată, miros și au un gust similar cu cel al ouălor fierte. În bucătăria filipineză, acestea sunt uneori bătute și prăjite, asemănător cu omleta și sunt servite cu oțet.
Vârsta oului înainte de a fi gătit este determinată de preferințele locale. În Filipine, balutul perfect are 17 zile, când este numit balut sa puti ("învelit în alb"). Puiul din interior nu este suficient de dezvoltat pentru a-și arăta ciocul, penele sau ghiarele, iar oasele sunt subdezvoltate. Vietnamezii, în schimb, preferă balutul între 19 și 21 de zile, când puiul este suficient de dezvoltat pentru a fi recunoscut drept pui de gâscă, având oase care vor fi ferme, dar moi după gătire.